# Ingeborg de Beausacq
Pour les articles homonymes, voir Ingeborg.
Ingeborg de Beausacq, née le 25 janvier 1910 à Hattingen (Allemagne) et morte le 12 juillet 2003 à Saint-Didier (Vaucluse), est une photographe et une exploratrice américaine d'origine allemande.

## Biographie

### Enfance et adolescence
Ingeborg de Beausacq est née Holland à Hattingen, en Allemagne, le 25 janvier 1910. Ses parents étaient dentistes. Son père, Ernst Holland, était originaire du village de Steinbach Hallenberg, situé en bordure de la forêt de Thuringe, une des régions les plus pauvres d'Allemagne. Il n'y avait qu'une seule rue où vivaient deux familles, les Holland et les Recknagel. C'était de petits paysans pauvres. Le grand-père paternel avait, en plus de sa ferme, un atelier de forgeron, où tous les enfants travaillaient à fabriquer des clous. Le père d'Ingeborg était le seul de sa famille à être allé à l'école et à faire des études universitaires pour devenir dentiste.
La mère d'Ingeborg est née Hella Mulsow, une des deux filles d'un dentiste originaire du Mecklembourg. Elle était dentiste aussi, mais avait abandonné son métier après son mariage. Ernst, qui a 18 ans de plus que Hella, l'épouse en 1908. Ils s'installent à Hattingen, une petite ville près d'Essen. Leur premier enfant naît en 1910: une fille à qui ils donnent le nom d'Ingeborg. En 1915, sa mère l'inscrit dans une école d'Essen. 
Le mariage se termine par un divorce. Le père vend leur maison pour 1 M DM, une somme qui ne suffit pas à payer un timbre-poste. Après la naissance de son deuxième enfant, Günther, et avant son divorce, Hella s'établit à nouveau à Essen, à proximité de Hattingen, où la famille habite. 
Le divorce prononcé, son père fait des remplacements et se déplace souvent. Hella Holland se remarie et les enfants ont bientôt un nouveau frère, Gernot, de leur beau-père qui est à moitié anglais. Cependant, à la suite d'une maladie tropicale attrapée dans sa jeunesse, le beau-père devient violent et perd son travail à l'administration de la ville. Hella doit à nouveau divorcer. Elle fait des remplacements et au bout d'un an et demi, elle dispose d'assez de capital pour reprendre le cabinet dentaire de son père à Recklinghausen. Elle s'installe avec ses enfants dans un petit appartement.
Après avoir passé son Abitur à Essen en 1929, Ingeborg veut devenir journaliste et s'inscrit à l'Université de Hambourg au cours de littérature, psychologie et histoire de l'art. Son père, qui paye ses études en partie, n'est pas d'accord et veut qu'elle devienne médecin. Au début des années 1930, elle étudie la médecine à Berlin et assiste à la montée du nazisme. Ses études lui déplaisent de plus en plus et elle cherche à faire autre chose.
En 1935, la mère d'Ingeborg et un de ses employés sont arrêtés. Sa mère est relâchée le jour suivant, l'employé "se confesse" et se pend dans sa cellule. Ingeborg ne veut plus rester en Allemagne et prend le train de nuit pour Paris. Elle rejoint un groupe d'émigrants qui ont réussi à quitter l'Allemagne nazie avec quelques affaires personnelles: des avocats, des médecins, des hommes d'affaires. Elle ne reviendra en Allemagne qu'en 1958.

### Paris
À Paris, Ingeborg a un ami juif, le Dr Proscauer, qui vend des poissons et des oiseaux exotiques boulevard Clichy aux Galeries Lafayette. Un jour son ami vient la voir à son studio Rue de la Tour, près du Trocadéro, pour lui dire qu'il est obligé de partir. Il lui propose de lui céder son commerce contre 5 000 francs. Elle réunit toutes ses économies et reprend celui-ci, achète une voiture d'occasion et va chercher les poissons et les oiseaux à la Gare du Nord, où ils arrivent par le train de Hambourg. Ensuite elle les revend aux Galeries Lafayette et à la Samaritaine de Luxe. 
Comme tous les ans, la mère d'Ingeborg vient à Paris en 1938 pour la fête du 14 juillet. Ayant fini par rejoindre le parti nazi, elle explique les difficultés que rencontrent ceux qui n'y adhèrent pas. Elle fait cadeau à sa fille d'un appareil photo Rolleiflex avec tous les accessoires. Craignant une guerre prochaine, elle exhorte sa fille de partir. Mais Ingeborg n'a nullement envie de quitter la France. Pourquoi ne pas devenir photographe, reporter? Elle se souvient que boulevard Clichy il y a un photographe, M. Koruna. Il accepte tout de suite de la prendre comme stagiaire. Elle peut utiliser ses appareils photos, sa chambre noire, elle peut travailler jour et nuit et cela pendant deux mois et pour 5 000 francs. C'est le meilleur investissement de sa vie, dit-elle! Une nouvelle vie commence pour Ingeborg: elle photographie ses amis, un beau danseur russe...elle fait des agrandissements, des expériences. 
La dernière fois qu'Ingeborg voit sa mère est à la gare, lorsqu'elle court à côté du train qui quitte lentement le hall de la gare du Nord à destination de Berlin. Elle l'appelle ensuite tous les soirs jusqu'à ce que les communications soient interrompues. Sa mère est morte à Berlin avant l'invasion des Russes.
Ingeborg rencontre le comte Jean de Beausacq qui se rend au Brésil pour éviter la guerre qui se prépare. Elle-même quitte la France le 31 août 1939 sur un des derniers cargos partant du Havre pour le Brésil. Le lendemain de son départ, la France ferme ses frontières et la guerre avec l'Allemagne est déclarée deux jours plus tard.

### Brésil
Ingeborg épouse Jean de Beausacq à son arrivée à Rio de Janeiro le 23 septembre 1939. Le couple se trouve bientôt à court d'argent, et pour gagner sa vie, Ingeborg s'établit comme photographe et devient le photographe des enfants et des femmes de la haute société brésilienne, dont la « comtesse de Paris ». Elle fait appel aux personnes qu'elle a connues sur le bateau, et grâce à celles-ci elle peut acheter à crédit du matériel de photo chez Kodak, notamment un agrandisseur. Grâce à l'argent gagné, elle peut louer un appartement sur l'Avenida Atlantica, face à la mer.
Ingeborg organise des expositions, dont une au Ministère de l'Education, inaugurée par Moses, le président de l'ABI (Associaçao Brazileira de Imprensa). En 1940-41, Louis Jouvet vient avec sa troupe jouer à Rio de Janeiro pendant deux ans. Il a besoin d'un photographe et engage Ingeborg. À Paris, au Théâtre Louis Jouvet, se trouvait pendant longtemps une photo de lui, œuvre d'Ingeborg de Beausacq. 
Ingeborg apprend la mort de son frère en Russie, à 18 ans, et celle de sa mère à Berlin. Elle avait 59 ans.
Après trois ans de mariage, elle se sépare de son mari, le divorce n'étant pas autorisé au Brésil.
En 1942, le Brésil déclare la guerre à l'Allemagne et la presse lance une campagne anti-allemande. La situation d'Ingeborg, apatride mais considérée comme Allemande, devient de plus en plus dangereuse. En attendant la fin de la guerre, elle s'installe à Sao Paulo. En mai 1945, c'est l'armistice, la guerre est finie et Ingeborg s'impatiente. Doit-elle continuer toute sa vie à faire les portraits des femmes du monde? Lassée de la routine, elle aspire à affronter de nouveaux défis, prendre des risques. Elle veut retourner en Europe, mais on lui refuse le visa pour la France.
En 1945-1946, Ingeborg vit une passion turbulente avec Flavio de Carvalho, célèbre peintre et architecte brésilien. 
En 1948, grâce à l'aide du consul américain, elle obtient un visa d'immigration pour les États-Unis et embarque sur un paquebot pour New York.

### New York
À New York, Ingeborg réussit à trouver un appartement sur Park Avenue qui devient son studio. Elle y restera sept ans. Un jour, en lisant le New York Times, elle découvre la rubrique Cameras et appelle le numéro indiqué d'un spécialiste en photographie pour lui demander conseil. Elle veut devenir photographe de mode. Il lui conseille de s'adresser à des agences de mannequins pour photographier les jeunes filles qui souhaitent devenir mannequins et qui ont besoin de photos pour se faire connaître. Ingeborg se lance avec succès dans la photographie de mode et gagne bien sa vie. Sa première mission éditoriale est un double page dans Town & Country, en 1949. À la suite d'une exposition au Camera Club, elle est chargée de réaliser des reportages pour Mademoiselle et d'autres magazines. 
En 1954, Ingeborg achète un terrain à Manhattan où elle fait construire une maison avec un studio, un garage, un appartement pour elle-même et un autre appartement à louer. La construction doit durer neuf mois et elle décide de partir en voyage. Une mission l'amène à Cayenne pour réaliser un photoreportage sur le bagne dix ans après sa fermeture et les anciens bagnards qui y vivent encore. Son article est publié dans La Suisse Illustrée et Die Woche. Elle remonte ensuite le fleuve Maroni pour visiter les villages des tribus Boni, situés le long de celle-ci. Pendant un mois, elle séjourne dans le village d'Enfant Perdu, partageant la vie des indigènes. Elle visite ensuite le Brésil, en avion, en voiture, en train, en camion et même à pied. 
De retour à New York, Ingeborg montre une belle porte gravée qu'elle a achetée aux Boni, à René d'Harnoncourt, créateur du Museum of Primitive Art. Il l'achète pour le musée. D'autres objets qu'elle a achetés aux indigènes sont vendus dans la boutique du musée de Brooklyn ou offerts à d'autres musées. Cela lui donne l'idée d'une nouvelle activité : collectionner des objets d'art primitifs. Le propriétaire d'une galerie d'art à New York, Julius Carlebach, lui propose de se rendre en Nouvelle-Guinée, peu exploitée encore.

### Nouvelle-Guinée
En avril 1957, Ingeborg part pour la Nouvelle-Guinée où elle passe un an et demi dans la région de la rivière Sepik. Elle vit avec les indigènes, partageant leur vie, photographie leurs rites d'initiation, écrit leur histoire, leur achète des objets d'art qu'elle envoie à New York.
D'abord, elle s'arrête à Malekula où elle passe un mois à explorer la forêt avec trois guides indigènes. Sur l'île de Touman elle achète son premier objet d'art. C'est le poteau de chasseur de tête appartenant au chef de l'île. Elle rencontre Kali,le chef de la grande tribu Big Namda dont Tom Harrisson parle dans son livre "Savage Civilisation". 
Ingeborg part ensuite pour la Nouvelle-Guinée australienne. Son but est d'atteindre les villages de la rivière Sepik. À Madang, Les Ingle, un Australien propriétaire d'un bateau, le Sea Lark, l'amène à Angoram, à trois journées de voyage. La veille de son départ, la maison est secouée par un tremblement de terre. Ingeborg apprend qu'à 100 miles au nord-est se trouve une île, Manam, dont le volcan est en pleine éruption. L'administration prépare une totale évacuation de l'île, mais les indigènes ne veulent pas partir. Ils pensent qu'ils sont les enfants du volcan qui ne les détruira pas. 
Avec Ingle, elle visite les villages et les îles de la région. À la fin de son premier voyage, le Sea Lark jette l'ancre face à Manam. Il est désormais interdit de se rendre sur l'île, mais Les Ingle promet de lui trouver un moyen d'y aller. Ingle s'intéresse maintenant à son aventure et propose de lui prêter son bateau qui est équipé pour des sorties de pêche. 
Le deuxième voyage l'amène à Kopar (aujourd'hui Koper/Capodistria), le premier village à l'embouchure du Sepik. Ingle la débarque et elle fait la connaissance de Kurit et Eram qui l'accompagneront dans ses visites pendant plusieurs mois. Kurit s'occupera du bateau tandis que Eram fera la cuisine et le ménage. Kopar deviendra son quartier général.
Le troisième jour, ils arrivent à Angoram où Ingeborg rencontre des "Européens": une Danoise, des Gallois, des Australiens, des Canadiens, qu'elle trouve racistes en général et méprisants envers les indigènes. Elle fait la connaissance de Tasman Hammersley, un jeune Australien qui a construit une école pour les enfants à Pagui,un village au bord de la rivière distant de 300 miles d'Angoram.Ils sympathisent et elle lui promet de lui rendre visite à Pagui.
Ingeborg explore les villages les plus reculés: Mendam, Karau, Darapap et Murik. Elle discute avec les indigènes et gagne leur confiance. Elle leur achète une grande quantité d'objets.
Les Ingle propose d'amener Ingeborg à Yogari, un village sur l'île volcanique de Manam. Pendant leur dernier dîner sur le Sea Lark la mer devient houleuse. Ce n'est qu'après plusieurs heures d'allers-retours en face du volcan qu'elle peut quitter le Sea Lark pour accoster sur l'île. Mais elle aborde du mauvais côté et se retrouve toute seule en face de six hommes indigènes autour d'un feu. Elle les persuade de l'amener à Yogari. Elle passe une semaine avec les indigènes qui la traitent avec beaucoup d'égards, lui trouvent un vélo, tuent un cochon pour elle... Ils lui apportent d'anciens objets artisanaux et en fabriquent de nouveaux pour elle. Elle sort dans la brousse avec les femmes qui lui dévoilent leurs secrets de philtres d'amour, elle se baigne en jupe d'herbes empruntée aux femmes. Les hommes discutent de politique avec elle et lui racontent l'histoire de leur ancêtre le volcan. 
L'anthropologiste anglaise Camilla Wedgwood était venue à Manam 25 ans plus tôt. Les indigènes croient qu'Ingeborg est la réincarnation de "Miss Camilla", et les femmes en particulier lui transfèrent leur amour. 
Un jour, un bateau ressemblant au Sea Lark de Les Ingle jette l'ancre au large de Kopar. C'est le Thetis, un patrouilleur du gouvernement, dont le capitaine, Goya Henry, est un homme aux manières impeccables qui aime citer Shakespeare. Il amène Ingeborg avec ses guides et ses objets d'art à Angoram et ensuite à Pagui où l'attend Tas Hammersley. Elle fait des excursions dans la région où les indigènes viennent lui vendre des objets.
C'est Noël. Ingeborg assiste à la messe de minuit dans un petit village de la brousse et dit au revoir à Tas Hammersley qui est muté à Samarai, une petite île à l'extrême sud de la Nouvelle-Guinée. Ingeborg attend le Thetis qui doit la conduire à Angoram,prend le bateau de la Mission pour Wewak, ensuite l'avion à Hollandia, la capitale de la Guinée néerlandaise. Son but est la région d'Asmat sur la côte sud-ouest. Elle embarque sur un bateau de l'administration, mal géré. Le capitaine et son équipage passent leur temps à boire du Bools avec du sucre et à jouer aux cartes et il n'y a aucune discipline. Ainsi il faudra 10 jours pour atteindre Agats, la station de la patrouille de la région d'Asmat, au lieu de deux. 
Ingeborg veut retourner à Cook's Bay. Un poste de police avec neuf hommes indigènes a été établi et l'officier commence à recenser la population des villages de la rivière Cook, le premier contact des indigènes avec les Blancs. Elle ne peut s'y rendre qu'avec un autre bateau de l'administration. Au lieu de deux heures il faut à nouveau plusieurs jours. Le capitaine a peur de la pleine mer et croise dans les eaux intérieures. Il reste bloqué dans l'embouchure de la rivière Kronkel pendant plusieurs jours. Le bateau est occupé par une équipe de géologues - des euro-asiatiques - et leur lourd équipement. Tout le monde doit dormir à tour de rôle, le bateau étant trop petit pour que tout le monde puisse être couché en même temps. Ingeborg quitte le bateau et marche jusqu'à Cook's Bay, accompagnée d'un policier indigène. En chemin, elle est tirée sur la boue par un canoë comme un traîneau. Elle est suivie et entourée et parfois portée et guidée par 100 indigènes nus. Ils l'appellent Mama, les femmes lui apportent leurs bébés qu'elle doit toucher. Après six heures de marche le long de la plage couverte de trous de crabes et d'arbres pourris, elle arrive à Pirimapum, la station de patrouille de Cook's Bay. 
À Pirimapum se trouve un chef indigène blessé, enfermé dans un abri par les policiers. Ingeborg lui rend visite, lui apporte du café, du tabac. En début d'après-midi, il s'évade de la hutte où il est gardé et traverse la rivière à la nage. Un canoe est envoyé pour le capturer à l'autre côté de la rivière. Elle photographie la scène et attend le retour de l'homme. Celui-ci sort de l'eau, avance vers elle, la saisit et lèche son visage en la serrant contre lui. Ce n'est que lorsqu'il commence à lui arracher les cheveux pour les manger que les autres hommes interviennent pour la libérer. Ils lui expliquent alors que le chef avait annoncé qu'il voulait la tuer pour la manger - c'est pour cette raison qu'il s'était évadé. 
Ingeborg a peur de dormir dans la maison, rassemble toutes les lampes qu'elle peut trouver et dort au milieu de la place, entourée de lumières. Elle suit l'officier de la patrouille dans ses voyages de recensement, collectionne des objets d'art, retourne à Agats. Pour atteindre Hollandia elle doit remonter en bateau à rames la rivière Eilanden pendant 15 heures, jusqu'à une station de forage de pétrole, d'où une fois par semaine un aquaplane dessert Sorong à l'extrême point nord de la Nouvelle-Guinée. 
À Sorong Ingeborg prend un vol commercial en passant par Biak-Hollandia-Wewak-Madang-Lae-Port Moresby-Samarai et Sydney. Elle quitte la Nouvelle-Guinée en 1959, visite longuement la Thaïlande, l'Inde, le Pakistan, le Liban, la Grèce. Au Népal elle loue à Katmandou un guide sherpa, un cuisinier et cinq porteurs qui l'amènent près d'Everest. Elle entreprend l'ascension du Kala Patthar, voisin de l'Everest.
Les caisses contenant toutes ses acquisitions arrivent à New York. Une grande partie est achetée par le Museum of Primitive Art, le reste étant distribué à des musées et à des collectionneurs du monde entier.
Plus tard, Ingeborg écrira un livre sur sa vie avec les indigènes en Nouvelle-Guinée, qui devait être publié par Random House. Elle y raconte combien les indigènes étaient intelligents, hospitaliers et honnêtes. Sa vie avec eux avait été l'époque la plus heureuse de sa vie, dit-elle. Mais l'éditeur lui demande de raconter des histoires de viol, de rencontres avec des bêtes sauvages, comme des serpents et des lions, ce qu'elle refuse. Il estime alors que son livre ne se vendra pas et ne le publiera pas.

### La Gaille en Provence
En 1965, souhaitant retrouver ses racines européennes, Ingeborg de Beausacq acquiert une propriété en Provence, La Gaille, à l'époque une bâtisse abandonnée. Pendant six ans, elle la rénove, fait acheminer l'eau et l'électricité. Pour financer les travaux, elle vend sa maison de New York. À La Gaille, elle accueille des amis et loue les maisons et les appartements à des amoureux de la Provence du monde entier. 
Trouvant la gestion de la propriété trop lourde, elle finit par en faire donation à la Fondation Arts & Métiers en 1986, tout en gardant la jouissance d'un appartement jusqu'à sa mort.
Ingeborg partage ensuite sa vie entre La Gaille et New York où elle possède un appartement qu'elle vend par la suite pour rester en Provence, d'où elle effectue de nombreux voyages. En 1996, elle devient membre de la Society of Woman Geographers, qui a son siège à Washington D.C.
Dans les musées de New York, on peut voir de nombreux objets qu'Ingeborg a rapportés de ses voyages. Certains ont été présentés à l'exposition « Art from Oceania, tradition and change » au Musée de Missouri (2001-2003). Une exposition d'une vingtaine de ses photos a été organisée par ses amis à Goult (Vaucluse) du 11 au 15 août 2007.
Ingeborg de Beausacq meurt le 12 juillet 2003. Elle est inhumée au cimetière de Saint-Didier, près de Pernes-les-Fontaines.